# Victor Muffat-Jeandet
Victor Muffat-Jeandet (n. 5 martie 1989, Aix-les-Bains, Rhône-Alpes, Franța) este un schior francez ce participă la Cupa Mondială de Schi Alpin.
Născut la Aix-les-Bains, Savoie, Muffat-Jeandet și-a făcut debutul la Cupa Mondială în 2009 la Kranjska Gora, Slovenia. A reușit să se claseze pe podium pentru prima dată în 2015 când a terminat pe locul al doilea la combinata alpină la Wengen, Elveția.
La  Campionatul Mondial, Muffat-Jeandet a terminat pe 26 în  slalom în 2013 și al 7-lea în  slalom uriaș în 2015.

## Rezultate Cupa Mondială

### Clasări pe sezoane
| Sezon | Vârsta | General | Slalom | Slalom uriaș | Super-G | Coborâre | Combinata |
| ----- | ------ | ------- | ------ | ------------ | ------- | -------- | --------- |
| 2013  | 24     | 67      | 40     | 29           | —       | —        | 22        |
| 2014  | 25     | 55      | 49     | 20           | —       | —        | —         |
| 2015  | 26     | 12      | 14     | 7            | —       | —        | 3         |

### Podiumuri în curse
- 4 podiumuri – (3 Slalom Uriaș, 1 Combinată)

| Sezon | Dată        | Oraș                | Disciplină       | Loc |
| ----- | ----------- | ------------------- | ---------------- | --- |
| 2015  | 16 ian 2015 | Wengen, Elveția     | Combinata alpină | 2   |
| 2016  | 6 dec 2015  | Beaver Creek, SUA   | Slalom uriaș     | 2   |
| 2016  | 12 dec 2015 | Val d'Isère, Franța | Slalom uriaș     | 3   |
| 2016  | 20 dec 2015 | Alta Badia, Italia  | Slalom uriaș     | 3   |

## Rezultate Campionate Mondiale
| An   | Vârsta | Slalom | Slalom Uriaș | Super-G | Coborâre | Combinata |
| ---- | ------ | ------ | ------------ | ------- | -------- | --------- |
| 2013 | 23     | 26     | —            | —       | —        | —         |
| 2015 | 25     | DNS2   | 7            | —       | —        | DNF1      |